# Giro del Veneto 1956
Il Giro del Veneto 1956, ventinovesima edizione della corsa, si svolse il 1º luglio 1956 su un percorso di 267,2 km. La vittoria fu appannaggio dell'italiano Giorgio Albani, che completò il percorso in 7h42'12", precedendo i connazionali Cleto Maule e Guido Boni.
I corridori che tagliarono il traguardo di Padova furono almeno 25.

## Ordine d'arrivo (Top 10)
| Pos. | Corridore          | Squadra         | Tempo    |
| ---- | ------------------ | --------------- | -------- |
| 1    | Giorgio Albani     | Legnano         | 7h42'12" |
| 2    | Cleto Maule        | Torpado         | s.t.     |
| 3    | Guido Boni         | Nivea-Fuchs     | s.t.     |
| 4    | Adriano Zamboni    | Torpado         | s.t.     |
| 5    | Guido De Santi     | Ignis-Varese    | s.t.     |
| 6    | Nino Defilippis    | Bianchi-Pirelli | s.t.     |
| 7    | Giuseppe Fallarini | Fréjus          | s.t.     |
| 8    | Nello Fabbri       | Legnano         | s.t.     |
| 9    | Vincenzo Rossello  | Fréjus          | s.t.     |
| 10   | Aldo Moser         | Torpado         | s.t.     |